# موطني
موطني قصيدة وطنية عربية للشاعر الفلسطيني إبراهيم طوقان، لحّنها الموسيقار اللبناني محمد فليفل عام 1934، ولها شهرة عند الشعب العربي؛ وهي النشيد الوطني في العراق، ونشيد وطني غير رسمي في فلسطين.

## انتشار النشيد في المنطقة العربية
حظي النشيد بشعبية واسعة وكان بمثابة النشيد الوطني غير الرسمي لدى الفلسطينيين، حتى اعتُمد نشيد «فدائي» رسميا في بداية الثورة الفلسطينية.
اعتُمد نشيدا وطنيا في العراق بعد سقوط نظام صدام حسين في العام 2003، واستُخدم بدلاً من نشيد أرض الفراتين لشفيق الكمالي.[بحاجة لمصدر].
ينشد ويحفظ نشيد موطني في كل المدارس الجزائرية في الطور الإبتدائي، وتنشد القصيدة في جل المحافل الثورية والمظاهرات وذلك لإعتبار كلمات موطني رموز وطنية تعبر عن الحب الشديد للوطن.
ظهرت حديثا عدة تسجيلات لهذا النشيد، حيث غناه الكثير من النجوم بتوزيعات جديدة، من بينهم متسابق سوبر ستار الموسم الخامس مراد السويطي وأطلقها في قناته الرسمية في يوتيوب في 18 سبتمبر 2013، وغنته إليسا في فيديو كليب أطلقته في قناتها في يوتيوب في 29 أبريل 2015، وحذف لاحقا لخلاف على حقوق التوزيع. وأصدرت المغنية والممثلة اللبنانية كريستينا صوايا النشيد في 20 مايو 2015 في قناتها على يوتيوب بتوزيع مختلف لهيثم زيّاد وإحسان المنذر.
وأعادت الفنانة فايا يونان غناء هذه القصيدة في 31 مارس 2017، في فيديو كليب تناول الحرب الأهلية السورية ونشرته على موقع يوتيوب، والقصيدة من إنتاج الموسيقي حسام عبد الخالق.

## وصلات خارجية
- تسجيل لنشيد موطني
- استمع للأداء الأصلي
- موطني - أداء مراد السويطي قناة مراد السويطي في يوتيوب، 18 سبتمبر 2013
- موطني - أداء إليسا قناة إليسا في يوتيوب، 29 أبريل 2015
- موطني - أداء كريستينا صوايا قناة كريستينا صوايا في يوتيوب، 20 مايو 2015
- موطني - أداء محمد عباس 23 يناير 2015
- موطني - أداء فايا يونان 31 مارس 2017